# 神国思想
神国思想（しんこくしそう）とは、自国を神の国（神国）とする思想で、選民思想の一種である。神政政治が発生した地域ではいずれもみられる思想だが、特に日本においては、
1. 神々の加護の下にある国
2. 天照大神の神孫たる天皇の統治する国

という以上の二つの意味に分かれる。なお、古代には1番目の意味しか持たず「神国」という語自体もあまり用いられなかった。

## 概要・歴史

### 中世以前
日本における神国思想は、日本を神の国と捉え 国土とそこにある全てのものは神々によってつくられ護られている、という思想である。元々は、イザナギ・イザナミによる国土創成や天照大神をはじめとする神々の生誕などを骨子とする 日本神話を源流とし、農耕儀礼などに結びつく素朴な信仰に根差す 観念だったが、国内の政治的な統一が進んで他国あるいは他民族への意識が芽生えると日本を他国より優れた国であるとする主張の拠り所となって、常に排外的な主張を支える思想となった。これが歴史の表へ姿を現わすのは、古くは中世の蒙古襲来の時代である。このような国家的な危機が民族意識を目覚めさせたこと、更にはこの時代が武家と公家の権力交代期にあり、天皇を頂点とする古代貴族体制を保つためのイデオロギーとして強調されたことによるものだった。
それと同時に2番目の意味としての神国観が強調されるようになる。その代表的な例として、
という北畠の『神皇正統記』の冒頭の言葉が挙げられる。

### 近世以後
織田信長、豊臣秀吉、徳川家康の三人の天下人共通の特徴として、神格化されたということが上げられる。織田信長は自らを神とし、豊臣秀吉は豊国大明神、徳川家康は東照大権現として祀られた。これにより、江戸幕府や民衆の間では日光社参などを通じて神国思想が一般化した。
近世中期には儒教思想と結合して水戸学や崎門学の国粋主義思想を生み出し、儒教の支配的イデオロギーに対して伝統的な日本独自の価値を至上とし封建体制へのアンチテーゼを主張した国学によって活性化する。幕末では神国思想に基いて皇室を政治権威の源泉として尊崇すべきと主張する尊王論となり、尊王攘夷運動に精神的な基盤を提供し 倒幕運動のイデオロギー的な支えとなった。なお水戸学や国学においては、単に統治者の天皇だけでなく臣民自体も神々の後裔との考え方が示され、神国思想は民俗としての祖先崇拝と結びつき、明治以後の敬神崇祖や忠孝一致という家制度国家を支える道徳思想として生き続けることとなる。
政治的な独立と国民統合が強く意識されるようになった幕末の明治維新期には国学と神道がその思想的な背景を成し、第二次世界大戦のファシズム体制下では天皇家を宗祖とする家族国家論や八紘一宇論がその基礎となって、大東亜共栄圏建設へ向けて国民精神統合の核として大きな役割を果たした。このように中世から近現代にかけて、対外的な関係の緊張が高まったり危機を迎えたときに神国思想は強調されてきたのである。